# Sony AF DT 11-18mm f/4.5-5.6

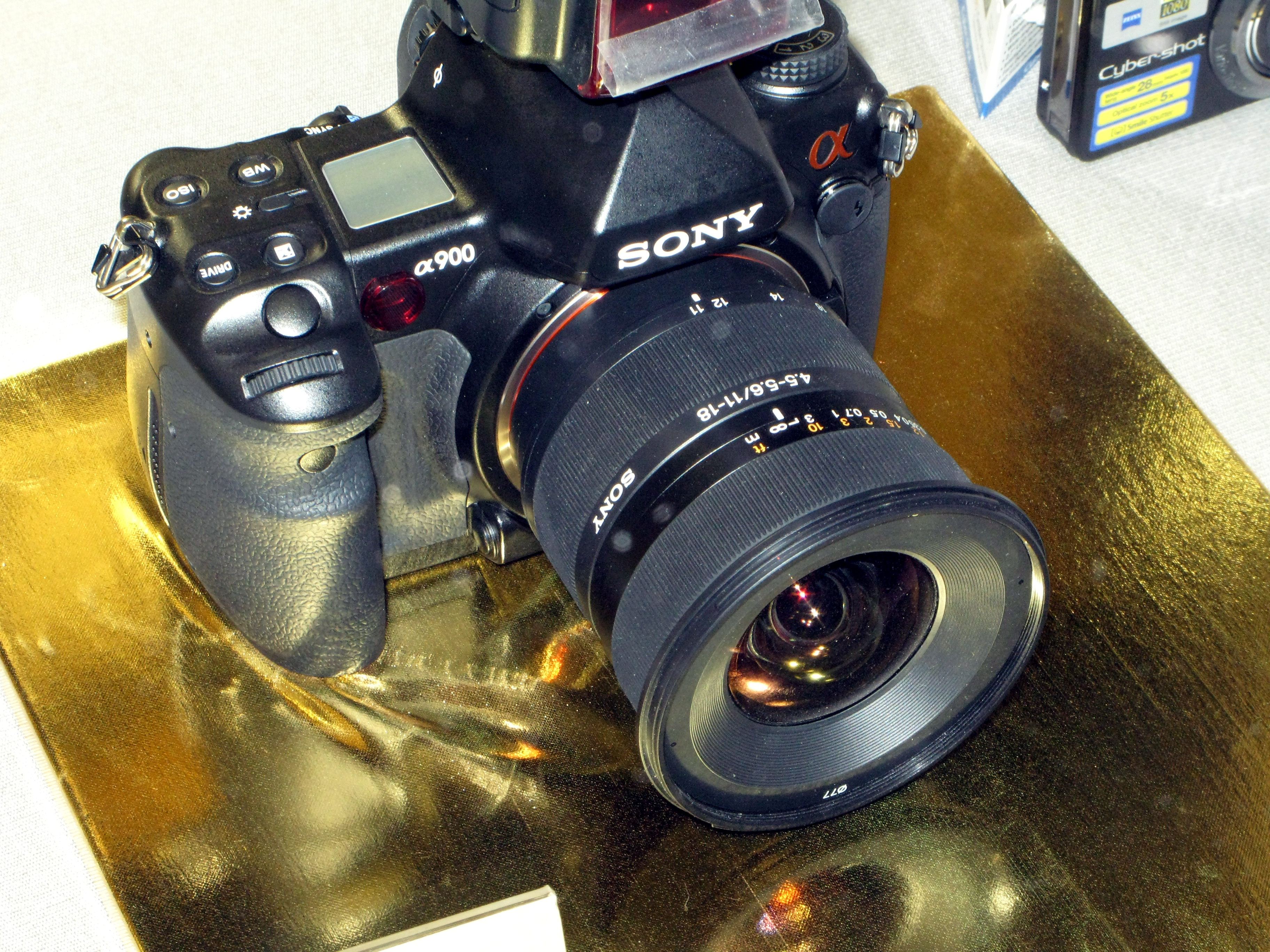
Superszerokokątny obiektyw Sony 11-18mm podłączony do aparatu Sony A900.

Sony AF DT 11-18mm f/4.5-5.6 to produkowany przez Sony superszerokokątny obiektyw zmiennoogniskowy przeznaczony do lustrzanek z matrycą APS-C). Przy powiększeniu 1,5x ekwiwalent długości ogniskowej wynosi 16,5–27 mm, będąc odpowiednikiem szerokokątnych obiektywów pełnoklatkowych. Był produkowany jako uzupełnienie kitowego obiektywu Sony 18-70 mm.
Posiada wewnętrzne ogniskowanie, więc długość obiektywu nie ulega zmianie i przednia soczewka nie obraca się podczas ustawiania ostrości. Ułatwia to stosowanie filtrów polaryzacyjnych.
Sony 11-18mm f/4.5-5.6 DT to aktualnie jedyny superszerokokątny obiektyw tego producenta dla aparatów z matrycą APS-C i bagnetem A. Jest oparty na konstrukcji firmy Tamron, został jednak dopasowany wyglądem i sposobem odwzorowania barw do obiektywów Sony. Został wprowadzony do produkcji w czerwcu 2006 i był, podobnie jak wiele produktów fotograficznych Sony w tym czasie, rebrandowaną i nieco zmodyfikowaną wersją istniejącego obiektywu Konica Minolta – w tym wypadku Konica Minolta DT 11-18 mm, wprowadzonym na rynek w czerwcu 2005 z cyfrowymi lustrzankami Dynax / Maxxum 5D.
Obiektyw jest przeznaczony do fotografowania krajobrazów, dużych budynków i wnętrz. Nie posiada wbudowanej stabilizacji, ponieważ w aparatach z bagnetem A firma Sony stosuje stabilizację wbudowaną w body. Dzięki temu możliwe jest wykonywanie zdjęć bez statywu przy relatywnie długich czasach naświetlania.
Obiektywu można używać z aparatami pełnoklatkowymi, jednak w tym wypadku przy ogniskowych 11-14mm pojawia się duża wineta.
Obiektyw standardowo wyposażony jest w osłonę przeciwsłoneczną ALC-SH0009, przednią przykrywkę obiektywu o średnicy 77mm ALC-F77S, oraz tylną przykrywkę obiektywu ALC-R55.